# Ganonema ochraceellus
Ganonema ochraceellus är en nattsländeart som först beskrevs av Mclachlan 1866.  Ganonema ochraceellus ingår i släktet Ganonema och familjen Calamoceratidae. Inga underarter finns listade i Catalogue of Life.